# 831
Cette page concerne l'année 831  du calendrier julien.
L'année 831 est une année commune qui commence un dimanche.

## Événements

### Afrique
- Révolte des bachmourites, chrétiens du delta du Nil en Égypte, réprimée violemment par le calife abbasside de Bagdad. Les hommes sont condamnés à mort, les femmes et les enfants sont vendus comme esclaves (832)[1].
- À la faveur de la révolte des coptes d’Égypte, le roi de Dongola Zakkarias suspend le paiement du tribut aux musulmans. Pendant la répression, Zakkarias envoie son fils Georges en ambassade au Caire et à Bagdad pour connaître les intentions du calife à l’égard de la Nubie. Les relations semblent redevenir amicale entre la Nubie et les musulmans[2].

### Europe
- 2 février : assemblée générale de l'empire carolingien à Aix-la-Chapelle. Judith de Bavière retourne auprès de son mari. Louis le Pieux reprend l’empire en main et détermine sa succession : Lothaire en Italie, Pépin en Aquitaine, Louis le Germanique à l’est et Charles le Chauve, fils de Judith à l’ouest[3]

- 12 septembre : les Aghlabides s’emparent de Palerme et constituent un émirat à l’ouest de la Sicile[4]. Les musulmans contrôlent pratiquement toute la Sicile sauf Syracuse. Ils lancent des raids sur les côtes de l’Italie du Sud et jusqu’à Rome en 846.
- Octobre : Bernard de Septimanie se réconcilie avec Louis le Pieux à la diète de Thionville[3].
- 10 - 11 novembre : Anschaire est consacré archevêque missionnaire de Hambourg à Thionville et reçoit le pallium du pape Grégoire IV qui le nomme son légat pour les pays nordiques pendant l'hiver 831-832[5].

- Aznar Sanche, comte de Vasconie citérieure[6], se révolte contre Pépin Ier d'Aquitaine et passe dans la Vasconie d'Espagne (Royaume de Pampelune à l'origine du royaume de Navarre). Pépin, occupé par la guerre de succession, ne réagit pas[7].
- Malamir succède à Omourtag comme Khan de Bulgarie (fin en 836)[8].
- De institutione regia, traité rédigé vers 831 par l’évêque Jonas d'Orléans à l'intention de Pépin d'Aquitaine[9].

## Décès en 831
- Omourtag, khan de Bulgarie.